# Serguéi Gotsmanov
Serguéi Anatólievich Gotsmanov (Minsk, Bielorrusia, 27 de marzo de 1959) es un exfutbolista bielorruso. Jugó para la selección de fútbol de la Unión Soviética, y tras la disolución de esta, con la selección de fútbol de Bielorrusia.

## Clubes
| Club                   | País            | Años        |
| ---------------------- | --------------- | ----------- |
| FC Dinamo Brest        | Unión Soviética | 1978        |
| FC Dinamo Minsk        | Unión Soviética | 1979 - 1990 |
| Brighton & Hove Albion | Inglaterra      | 1990        |
| Southampton FC         | Inglaterra      | 1990 - 1991 |
| Hellescher FC          | Alemania        | 1991 - 1992 |
| FC Dinamo Minsk        | Bielorrusia     | 1992 - 1993 |
| Dinamo-93 Minsk        | Bielorrusia     | 1993 - 1996 |
| Minnesota Thunder      | Estados Unidos  | 1996 - 1999 |

- Datos: Q2310346